# Mordovo
Mordovo è una cittadina della Russia europea centrale, situata nella oblast' di Tambov; appartiene amministrativamente al rajon Mordovskij, del quale è il capoluogo.